# Barberà del Vallès
Barberà del Vallès este o localitate în Spania în comunitatea Catalonia în provincia Barcelona. În 2006 avea o populație de 28.633 locuitori cu o suprafață de 8 km2.
1. ↑  Nomenclátor Geográfico de Municipios y Entidades de Población (20240402 edition)
2. ↑   https://www.diaridesabadell.com/2024/09/27/entrevista-xavier-garces-psc-barbera-valles/ Lipsește sau este vid: |title= (ajutor)
3. 1 2   http://www.idescat.cat/pub/?id=aec&n=925&t=2016 Lipsește sau este vid: |title= (ajutor)